# Sent Privat (Corresa)
Sent Privat (en francès Saint-Privat) és un municipi francès situat al departament de la Corresa i a la regió de la Nova Aquitània.

## Demografia
| 1962                                       | 1968  | 1975  | 1982  | 1990  | 1999  | 2007  |
| ------------------------------------------ | ----- | ----- | ----- | ----- | ----- | ----- |
| 942                                        | 1.019 | 1.114 | 1.167 | 1.126 | 1.198 | 1.115 |
| Des de 1962: població sense dobles comptes |       |       |       |       |       |       |

## Administració
| Període   | Identitat           | Partit |
| --------- | ------------------- | ------ |
| 2001-2008 | Jean-Basile Sallard | PS     |
| 2001-     | Serge Galliez       | UMP    |